# Казал-душ-Бернардуш
Казал-душ-Бернардуш (порт. Casal dos Bernardos)  —  район (фрегезия) в Португалии,  входит в округ Сантарен. Является составной частью муниципалитета  Оурен. По старому административному делению входил в провинцию Бейра-Литорал. Входит в экономико-статистический  субрегион Медиу-Тежу, который входит в Алентежу. Население составляет 1041 человек на 2001 год. Занимает площадь 23,97 км².

## История
Район основан в 1964 году